# Врацкая область
Вра́цкая о́бласть, Врачанская область (болг. Област Враца) — область в Северо-Западном регионе Болгарии. Граничит с Румынией.
Врацкая область занимает площадь 3619,7 км², на которой проживает 186 848 жителей (2011). Административный центр — город Враца.

## География
Область граничит:
- на востоке с Плевенской областью
- на юго-востоке с Ловечской областью
- на юге с Софийской областью
- на западе с Монтанской областью.

## Общины Врацкой области

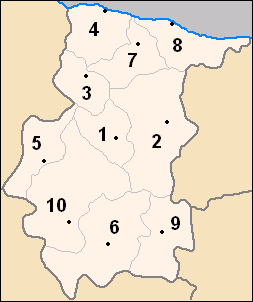
Общины Врацкой области

Административно область делится на 10 общин:
1. Община Борован
2. Община Бяла-Слатина
3. Община Хайредин
4. Община Козлодуй
5. Община Криводол
6. Община Мездра
7. Община Мизия
8. Община Оряхово
9. Община Роман
10. Община Враца

## Население
| Этнические группы (2011) | Этнические группы (2011) | Этнические группы (2011) | Этнические группы (2011) | Этнические группы (2011) |
| Этническая группа        |                          |                          | Процент                  |                          |
| ------------------------ | ------------------------ | ------------------------ | ------------------------ | ------------------------ |
| Болгары                  |                          |                          | 92.7 %                   |                          |
| Цыгане                   |                          |                          | 6.2 %                    |                          |
| Другие                   |                          |                          | 1.1 %                    |                          |